# Доња Ђоновица
Доња Ђоновица (мкд. Долна Ѓоновица) је насељено место у Северној Македонији, у северозападном делу државе. Доња Ђоновица припада општини Гостивар.

## Географски положај
Насеље Доња Ђоновица је смештено у северозападном делу Северне Македоније. Од најближег већег града, Гостивара, насеље је удаљено 13 km јужно.
Доња Ђоновица се налази у горњем делу историјске области Полог. Насеље је положено на северним падинама планине Буковик. Поред насеља протиче речица Лакавица, прва значајнија притока Вардара. Надморска висина насеља је приближно 680 метара.
Клима у насељу је планинска.

## Становништво
По попису становништва из 2002. године Доња Ђоновица је имала 242 становника.
Претежно становништво у насељу су Албанци (99%). 
Већинска вероисповест у насељу је ислам. 